# Cesáreo de Nacianzo
San Cesáreo de Nacianzo, (h. 331- 368) fue un médico y político. Es conocido por ser el hermano menor de Gregorio Nacianceno. Está reconocido como santo por la Iglesia Ortodoxa y la Iglesia católica.

## Biografía
El hijo menor de Gregorio el Viejo, obispo de Nacianzo, y su esposa Nonna, Cesáreo nació en la villa familiar de Nacianzo. Probablemente estudió en Cesarea Mazaca en Capadocia preparándose para las escuelas de élite de Alejandría en Egipto; allí sus estudios favoritos fueron geometría, astronomía y especialmente medicina. En esta última ciencia destacó respecto a todo el resto de estudiantes.
Alrededor de 355 llegó a la capital imperial, Constantinopla, y ya había ganado gran reputación por su habilidad médica, cuando su hermano Gregorio, de camino al hogar desde Atenas, apareció allí, alrededor del año 358. Cesáreo sacrificó un puesto bien remunerado y honorable para regresar con Gregorio junto a sus padres. Pronto se demostró que la capital lo atraía profundamente, y con el tiempo se convirtió en un eminente doctor en la corte bizantina de Constancio II y, con gran pesar por parte de su familia, de Juliano. Juliano fracasó en sus esfuerzos por ganárselo para el brevemente restaurado paganismo. Cesáreo, que apreciaba más su fe que el favor imperial, acabó abandonando la corte, pero regresó a Constantinopla después de la muerte de Juliano en 363.
Con el emperador Valente, Cesáreo fue cuestor de Bitinia, un cargo que incluía tesorería y recolección de impuestos. Después de escapar de un terremoto que sacudió Nicea (11 de octubre de 368), San Basilio le escribió, rogándole que dejara su posición política y la abandonara para seguir una vida religiosa. Sin embargo, Cesáreo resultó muerto repentinamente por la extensión de la plaga que siguió al terremoto, poco después de haber recibido el bautismo, que él, como muchos otros de la época, había demorado hasta el final de su vida. Después de su muerte, su gran patrimonio fue rápidamente saqueado por sirvientes y acreedores. Su hermano Gregorio insistió en que lo que quedara de la finca se distribuyera entre los pobres y los parientes que quedaban vivos. Sus restos fueron enterrados en Nacianzo, donde su hermano pronunció la oración fúnebre en presencia de sus padres. En la oración «Oh, su hermano: san Cesáreo», Gregorio retrata a su hermano como un modelo cristiano y asceta, proporcionando la principal fuente de detalles de su vida y estableciendo las bases para su eventual canonización.
Su moderno biógrafo, John McGuckin sostiene que mientras Cesáreo y su hermano Gregorio estaban muy próximos, tenían caracteres muy diferentes. Mientras Gregorio perseguía una vida religiosa, su hermano, más vivaz y sociable, estaba muy cómodo en el mundo de la política bizantina. Los dos eran figuras complementarias; Gregorio se fiaba de su hermano para que le guiase a través de las tribulaciones, mientras que Cesáreo animó los intereses literarios y retóricos de su hermano.
La afirmación de que este Cesáreo era el mismo que Cesáreo, Prefecto de Constantinopla, que en 365 fue enviado a prisión por Procopio, se basa en una suposición que hizo Jacques Godefroy (1587-1652), el editor del Código Teodosiano (Lyon, 1665), y no en ningún fundamento histórico sólido.
Los cuatro Diálogos de 197 preguntas y respuestas que tradicionalmente se atribuyen a Cesáreo y que pueden encontrarse en Migne, Patrologia Graeca, XXXVIII, 851-1190, difícilmente pueden provenir de su pluma, debido a su naturaleza, contenidos y anacronismos. En general se supone que son espurias.

### En la ficción
Cesáreo fue el personaje principal de la novela histórica Gods and Legions, de Michael Curtis Ford (2002). La novela, que narra la historia del auge y caída de Juliano, está narrada por Cesáreo quien, según la historia, es su compañero más cercano. La novela intenta narrar la transformación de Juliano de un estudiante de filosofía cristiano en Atenas a un Augusto romano pagano de la vieja clase.